# Rob Hubbard
Rob Hubbard (Kingston upon Hull, 1955) è un compositore britannico.
È noto per la realizzazione di numerose musiche videoludiche, in particolare negli anni 80 per il Commodore 64, tanto da essere considerato uno dei più famosi compositori di chip music. Fra i componimenti più celebri vi sono  Commando, Skate or Die!, International Karate, Sanxion, Monty on the Run, Thrust, Crazy Comets e Spellbound.

## Carriera
Hubbard inizia a suonare all'età di 7 anni e, negli anni scolastici, milita in diversi gruppi. Dopo aver frequentato il college diventa musicista professionista lavorando come trascrittore e arrangiatore. Tra i suoi musicisti preferiti vi sono Mozart, Stravinsky, Ralph Vaughan Williams, John Williams, Jerry Goldsmith, Jean-Michel Jarre e Larry Fast. Si avvicina al mondo informatico nei primi anni 80, imparando il BASIC e il linguaggio macchina del Commodore 64 da autodidatta.
Comincia la sua attività nel 1985 alla Gremlin Interactive (allora Gremlin Graphics) dove presenta alcune demo di canzoni e del software educativo-musicale. Il suo primo lavoro in campo videoludico è il tema del videogioco a piattaforme Thing on a Spring. Ha vinto due Golden Joystick Awards per la miglior colonna sonora con Sanxion (1986) e International Karate + (1988).
Nel 1989 si stabilisce negli Stati Uniti lavorando per l'Electronic Arts, dove si occupa dell'audio di molti titoli, partendo dalla programmazione a basso livello fino alla composizione stessa dei brani. Hubbard ha anche musicato titoli per Sega Mega Drive e MS-DOS, tra cui Populous, Desert Strike e Road Rash, ma il suo nome resta indissolubilmente legato al Commodore 64, sia a livello artistico che tecnico. Infatti, sfruttando un bug del chip sonoro SID, è riuscito ad ottenere dei sample di chitarra elettrica nel tema principale di Skate or Die!.
Ha lavorato per l'Electronic Arts fino al 2002; da allora è ritornato in Inghilterra ed ha ripreso a suonare dal vivo, oltre a collaborare con altri gruppi nel rivisitare alcuni suoi pezzi: ha arrangiato alcune sue composizioni per il gruppo danese Press Play on Tape, specializzato in cover di Commodore 64; ha inoltre diretto l'orchestra Symphonic Game Music Concert a Lipsia in Germania nel 2005 che ha eseguito la sua International Karate.
Il 25 novembre 2016 ha ricevuto la laurea ad honorem presso la Abertay University di Dundee, Scozia, per il suo contributo alla musica videoludica negli anni 80.

## Composizioni
- Commando (Elite Systems, 1985)
- Rasputin (Firebird, 1985)
- Monty on the Run (Gremlin Graphics, 1985)
- Thing on a Spring (Gremlin Graphics, 1985)
- Confuzion (Incentive Software, 1985)
- Crazy Comets (Martech, 1985)
- Master of Magic (MAD/Mastertronic, 1985)
- The Last V8 (Mastertronic, 1985)
- Action Biker (Mastertronic, 1985)
- Formula 1 Simulator (Mastertronic, 1985)
- Hunter Patrol (Mastertronic, 1985)
- One Man and His Droid (Mastertronic, 1985)
- Battle of Britain (PSS, 1985)
- Harvey Smith Showjumper (Software Projects, 1985)
- Up Up and Away (Argus Press Software, 1985)
- Deep Strike (Durell, 1986)
- Bump Set Spike (Entertainment USA, 1986)
- Ninja (Entertainment USA, 1986)
- Chimera (Firebird, 1986)
- Gerry the Germ (Firebird, 1986)
- Proteus (Firebird, 1986)
- Thrust (Firebird, 1986)
- Warhawk (Firebird, 1986)
- Lightforce (FTL, 1986)
- Geoff Capes Strongman Challenge (Martech, 1986)
- Samantha Fox Strip Poker (Martech, 1986)
- Tarzan (Martech, 1986)
- W.A.R. (Martech, 1986)
- Zoids (Audion, Martech, 1986)
- Flash Gordon (MAD/Mastertronic, 1986)
- Spellbound (MAD/Mastertronic, 1986)
- Hollywood or Bust (Mastertronic, 1986)
- The Human Race (Mastertronic, 1986)
- Kentilla (Mastertronic, 1986)
- Phantoms of the Asteroid (Mastertronic, 1986)
- Video Poker (Mastertronic, 1986)
- Knucklebusters (Melbourne House, 1986)
- International Karate (System 3, 1986)
- Sanxion (Thalamus, 1986)
- ACE 2 (Cascade, 1987)
- Battle Ships (Elite, 1987, Amiga)
- BMX Kidz (Firebird, 1987)
- Jet Set Willy (Tynesoft, 1987)
- Saboteur II (Durell, 1987)
- Sigma Seven (Durell, 1987)
- Thanatos (Durell, 1987)
- Thundercats (Elite, 1987)
- Arcade Classics (Firebird, 1987)
- I, Ball (Firebird, 1987)
- Train Robbers (Firebird, 1987)
- Trans-Atlantic Balloon Challenge (Virgin, 1987)
- Shockway Rider (FTL, 1987)
- Auf Wiedersehen Monty (Gremlin Graphics, 1987)
- Chain Reaction (Kele-Line, 1987)
- Mega Apocalypse (Martech, 1987)
- Nemesis the Warlock (Martech, 1987)
- Wiz (Melbourne House, 1987)
- Bangkok Knights (System 3, 1987)
- International Karate + (System 3, 1987)
- Dragon's Lair Part II: Escape from Singe's Castle (Software Projects, 1987)
- Star Paws (Software Projects, 1987)
- Delta (Thalamus, 1987)
- Trans Atlantic Balloon Challenge (Virgin, 1987)
- 19 Part One: Boot Camp (Cascade, 1988)
- Jordan vs. Bird: One on One (Electronic Arts, 1988)
- Kings of the Beach (Electronic Arts, 1988)
- One-on-One 2 (Electronic Arts, 1988)
- Power Play Hockey (Electronic Arts, 1988)
- Skate or Die! (Electronic Arts, 1988)
- Pandora (PSI Soft Design/Firebird, 1988)
- Ricochet (Firebird, 1988)
- Budokan: The Martial Spirit (Electronic Arts, 1989)
- Indianapolis 500: The Simulation (Electronic Arts, 1989)
- Kings of the Beach (Electronic Arts, 1989)
- Lakers vs. Celtics and the NBA Playoffs (Electronic Arts, 1989)
- Populous (Electronic Arts, 1989)
- Hard Nova (Electronic Arts, 1990)
- Low Blow (Electronic Arts, 1990)
- Skate or Die 2: The Search for Double Trouble (Electronic Arts, 1990)
- Ski or Die (Electronic Arts, 1990)
- The Immortal (Electronic Arts, 1990)
- Road Rash (Electronic Arts, 1991)
- Desert Strike: Return to the Gulf (with Brian Schmidt) (Electronic Arts, 1991)
- Road Rash 2 (Electronic Arts, 1992)
- The Lost Files of Sherlock Holmes: The Case of the Serrated Scalpel (Electronic Arts, 1992)
- The Lost Files of Sherlock Holmes: The Case of the Rose Tattoo (Electronic Arts, 1996)
- World War II Fighters (Electronic Arts, 1998)
- X Squad (Electronic Arts, 2000)
- Rumble Racing (Electronic Arts, 2001)